# Laurel und Hardy: Als Salontiroler
Dick und Doof als Salontiroler (Original: Swiss Miss) ist eine US-amerikanische Filmkomödie mit dem Komiker-Duo Laurel und Hardy aus dem Jahr 1938. Der Film startete am 28. Februar 1952 in den deutschen Kinos, österreichischer Kinostart war bereits 1948. Dort wurde der Film unter dem Titel Die lustigen Tiroler veröffentlicht. In der Schweiz erhielt der Film den Titel Dick und Doof im Berner Oberland. Im Fernsehen lief der Film auch unter dem Titel Schweizermädel.

## Handlung
Stan und Ollie wollen in der Schweiz Mausefallen verkaufen, weil das Geschäft in den USA nicht besonders läuft und Stan der Meinung ist, dass die Schweizer aufgrund des Schweizer Käses viele Mäuse haben. Ein Käufer betrügt sie mit gefälschtem Geld, mit dem sie in einem Hotelrestaurant bezahlen wollen. Da sie kein gültiges Geld besitzen, müssen sie die Rechnung als Mitarbeiter des Hotels abarbeiten. 
Während dieser Zeit verliebt sich Ollie in die Frau des Komponisten und Gasts Victor Albert und glaubt, sie sei auch in ihn verliebt. Er ist deshalb umso mehr enttäuscht, als sich herausstellt, dass das vorübergehende Zerwürfnis des Paares nur auf einen kleinen Streit zurückzuführen ist. Dennoch wünscht Herr Albert, ungestört und fern von seiner Frau arbeiten zu können. Er mietet ein Chalet, das sich, verbunden durch eine Hängebrücke mit einem Bergweg, in unglaublicher Höhe befindet. Stan und Ollie sollen sein Klavier daraufhin hinüber transportieren. Nicht nur, dass Stan sich kurz zuvor mit Schnaps betrunken hat, macht dabei Probleme. Auch ein Gorilla, der aus dem Chalet kommt, vereitelt den Klaviertransport und stürzt am Schluss samt Instrument in die Tiefe. Am Ende des Films jagt der Affe mit Krücken und gegipsten Gliedern Stan und Ollie hinterher, die die Schulden abgearbeitet haben und zurück nach Amerika wollen.

## Wissenswertes zum Hintergrund
- Die Dreharbeiten dauerten vom 28. Dezember 1937 bis 26. Februar 1938.
- Dieser Film führte in der Entstehungszeit zu einigen Spannungen zwischen Produzent Hal Roach und Stan Laurel. Laurel hatte durch seine privaten Verhältnisse mit zahlreichen negativen Schlagzeilen für Aufruhr gesorgt, weswegen Roach um dessen Ruf besorgt war. Des Weiteren stimmten sie in ihrer Vorstellung, was den Film anbelangte, überhaupt nicht überein, da Laurel fand, er käme zusammen mit Hardy viel zu wenig vor.
- Der Film sollte ursprünglich in Farbe gedreht werden, jedoch kehrte Hal Roach schon nach drei Drehtagen wieder zum Schwarz-Weiß-Film zurück, da ein Farbfilm das Budget überstrapaziert hätte, welches mit 700.000 US-Dollar ohnehin das bis dato höchste war.
- Der wohl bekannteste Sketch dieses Films, jener, in dem Stan und Ollie beim Transport eines Klaviers auf einen Affen treffen, wurde in einem Filmstudio gedreht, wo die Berge, das Chalet und die Hängebrücke aufgebaut waren. Das Flussbett wurde auf eine Leinwand mit kleinen Löchern gemalt, um eine natürliche Spiegelung von Sonnenstrahlen auf der Wasseroberfläche zu erreichen.

## Synchronisation
- 1952 wurde bei der Internationalen Film-Union die erste Synchronfassung hergestellt und unter dem Titel Dick und Doof als Salontiroler veröffentlicht. Das Dialogbuch und die Lieder wurde von Wolfgang Schnitzler verfasst, die Musik ließ man von Conny Schumann neu komponieren, da die Originalmusik nicht verfügbar war. Walter Bluhm sprach Stan und Hermann Pfeiffer übernahm Ollie, nachdem er ihn bereits in Atoll K gesprochen hatte. Anneliese Rothenberger lieferte den Gesangspart von Della Lind. Um das längere Titellied unterzubringen, wurden nach dem Vorspann mehrere Naturaufnahmen gezeigt, die in der Originalfassung fehlen.[1]
- 1975 entstand die zweite Fassung unter dem Titel Das Schweizermädel bei der Beta-Technik. Wolfgang Schick, der auch Regie führte, griff weitestgehend auf die Dialoge von 1952 zurück. Auch die Gesangsnummern wurden aus der alten Fassung übernommen. Walter Bluhm sprach wieder Stan und Michael Habeck übernahm Ollie. Die Ausstrahlung erfolgte im Rahmen der ZDF-Reihe Lachen Sie mit Stan und Ollie. Theo Lingen sprach eine kurze Einleitung.[1]

Beide Fassungen sind bei Kinowelt auf DVD erschienen (nur in der zweiten Auflage von 2010). Der ursprüngliche deutsche Vorspann ist auf der DVD der Schweizer Firma Medaria zu sehen.
| Darsteller         | Rolle                   | Synchro 1952           | Synchro 1975           |
| ------------------ | ----------------------- | ---------------------- | ---------------------- |
| Stan Laurel        | Stan                    | Walter Bluhm           | Walter Bluhm           |
| Oliver Hardy       | Ollie                   | Hermann Pfeiffer       | Michael Habeck         |
| Grete Natzler      | Anna Albert             | n.n.                   | n.n.                   |
| Walter Woolf King  | Victor Albert           | Jaspar von Oertzen     | Klaus Kindler          |
| Eric Blore         | Edward, Victors Manager | n.n.                   | Paul Bürks             |
| Charles Judels     | Käsefabrikant           | n.n.                   | Wolfgang Hess          |
| Adia Kuznetzoff    | Hotelkoch               | Benno Gellenbeck       | Thomas Braut           |
| Ludovico Tomarchio | Luigi, Hotelchef        | Ludwig Linkmann        | Martin Hirthe          |
| Eddie Kane         | Mausefallen-Kunde       | n.n.                   | n.n.                   |
| Anita Garvin       | Frau des Kunden         | n.n.                   | n.n.                   |
| Charles Gemora     | Gorilla                 | n.n.                   | n.n.                   |
| Della Lind         | Anna Albert             | Edith Hieronimus       | Monika Dahlberg        |
| Della Lind         | Anna Albert (Gesang)    | Anneliese Rothenberger | Anneliese Rothenberger |